# Llista de Béns Culturals d'Interès Nacional del Solsonès
Llista de Béns Culturals d'Interès Nacional del Solsonès inscrits en el Registre de Béns Culturals d'Interès Nacional (BCIN) del Departament de Cultura de la Generalitat de Catalunya per la comarca del Solsonès. Inclou els béns immobles més rellevants del patrimoni cultural que tenen la categoria de protecció de major rang com a unitat singular, conjunt, espai o zona amb valors culturals, històrics o tècnics.
L'any 2020, el Solsonès comptava amb 44 béns culturals d'interès nacional, tots ells en la categoria de monuments. A continuació es mostren les últimes dades disponibles ordenades per municipis.

## Patrimoni arquitectònic
| Monument                                             | Protecció      | Estil/època                                      | Localització                                                                                     | Coordenades                                          | Codi?         | Imatge |
| ---------------------------------------------------- | -------------- | ------------------------------------------------ | ------------------------------------------------------------------------------------------------ | ---------------------------------------------------- | ------------- | --- |
| Castell de Lloberola                                 | BCIN 546-MH    | Preromànic, romànic X, XII                       | Biosca A la part més alta de Lloberola                                                           | 41° 53′ 21″ N, 1° 21′ 45″ E / 41.889095°N,1.362630°E | RI-51-0006282 | Castell de Lloberola (Biosca) · Vegeu més fotos d'aquest monument · Carregueu una nova foto d'aquest monument                                |
| Castell de Biosca                                    | BCIN 908-MH    | Romànic XI, XIX                                  | Biosca A la part més alta del poble                                                              | 41° 50′ 35″ N, 1° 21′ 34″ E / 41.843072°N,1.359453°E | RI-51-0006281 | Castell de Biosca · Vegeu més fotos d'aquest monument · Carregueu una nova foto d'aquest monument                                            |
| Castell i muralla de Castellar                       | BCIN 626-MH    | Romànic Medieval                                 | Castellar de la Ribera Ctra. C-26, a prop del cementiri de Castellar                             | 42° 01′ 21″ N, 1° 24′ 59″ E / 42.022587°N,1.416319°E | RI-51-0006296 | Castell i muralla de Castellar (Castellar de la Ribera) · Vegeu més fotos d'aquest monument · Carregueu una nova foto d'aquest monument      |
| Castell de Ceuró                                     | BCIN 627-MH    | Romànic XI-XII                                   | Castellar de la Ribera Ctra. C-26, km 89,1 i una pista 1,8 km                                    | 42° 01′ 10″ N, 1° 22′ 26″ E / 42.019482°N,1.373771°E | RI-51-0006298 | Castell de Ceuró (Castellar de la Ribera) · Vegeu més fotos d'aquest monument · Carregueu una nova foto d'aquest monument                    |
| Castell de Pampa                                     | BCIN 628-MH    | Romànic Medieval                                 | Castellar de la Ribera Ctra. C-26, km 15,2 més 7,2 km de pista                                   | 42° 03′ 53″ N, 1° 22′ 12″ E / 42.064671°N,1.370117°E | RI-51-0006297 | Castell de Pampa (Castellar de la Ribera) · Vegeu més fotos d'aquest monument · Carregueu una nova foto d'aquest monument                    |
| Castell de Clariana de Cardener                      | BCIN 688-MH    | Romànic XI-XIII                                  | Clariana de Cardener                                                                             | 41° 56′ 09″ N, 1° 37′ 14″ E / 41.935845°N,1.620667°E | RI-51-0006309 | Castell de Clariana (Clariana de Cardener) · Vegeu més fotos d'aquest monument · Carregueu una nova foto d'aquest monument                   |
| Castell de la Pedra                                  | BCIN 696-MH    | Medieval                                         | La Coma i la Pedra Dalt del turó que domina la Pedra                                             | 42° 09′ 55″ N, 1° 36′ 16″ E / 42.16521°N,1.60441°E   | RI-51-0006314 | Castell de la Pedra (la Coma i la Pedra) · Vegeu més fotos d'aquest monument · Carregueu una nova foto d'aquest monument                     |
| Torre de la Vila                                     | BCIN 697-MH    | XII-XIV                                          | La Coma i la Pedra                                                                               | 42° 10′ 33″ N, 1° 36′ 10″ E / 42.175747°N,1.602877°E | RI-51-0006315 | Torre de la Vila (la Coma i la Pedra) · Vegeu més fotos d'aquest monument · Carregueu una nova foto d'aquest monument                        |
| Castell de Castelltort                               | BCIN 932-MH    | Romànic XI-XII, XV-XVIII                         | Guixers Castelltort                                                                              | 42° 07′ 38″ N, 1° 37′ 44″ E / 42.127243°N,1.628848°E | RI-51-0006350 | Castell Tort (Guixers) · Vegeu més fotos d'aquest monument · Carregueu una nova foto d'aquest monument                                       |
| Castell de Sisquer                                   | BCIN 933-MH    | Romànic X-XII                                    | Guixers Sisquer                                                                                  | 42° 08′ 05″ N, 1° 41′ 36″ E / 42.134830°N,1.693221°E | RI-51-0006351 | Castell de Sisquer (Guixers) · Vegeu més fotos d'aquest monument · Carregueu una nova foto d'aquest monument                                 |
| Torre de la Corriu                                   | BCIN 934-MH    | Romànic, obra popular XIII, XVIII                | Guixers La Corriu                                                                                | 42° 09′ 36″ N, 1° 40′ 20″ E / 42.160114°N,1.672110°E | RI-51-0006352 | Torre de la Corriu (Guixers) · Vegeu més fotos d'aquest monument · Carregueu una nova foto d'aquest monument                                 |
| Castell de Lladurs                                   | BCIN 967-MH    | Romànic XIV-XV                                   | Lladurs                                                                                          | 42° 03′ 05″ N, 1° 31′ 07″ E / 42.05138°N,1.51853°E   | RI-51-0006369 | Castell de Lladurs · Vegeu més fotos d'aquest monument · Carregueu una nova foto d'aquest monument                                           |
| Castell de Montpol                                   | BCIN 968-MH    | Medieval                                         | Lladurs Roca de Montpol                                                                          | 42° 05′ 15″ N, 1° 24′ 19″ E / 42.08747°N,1.40522°E   | RI-51-0006370 | Castell de Montpol (Lladurs) · Vegeu més fotos d'aquest monument · Carregueu una nova foto d'aquest monument                                 |
| Masia de Solanes                                     | BCIN 969-MH    | XI                                               | Lladurs                                                                                          | 42° 04′ 05″ N, 1° 22′ 45″ E / 42.06813°N,1.37910°E   | RI-51-0006371 | Masia de Solanes (Lladurs) · Vegeu més fotos d'aquest monument · Carregueu una nova foto d'aquest monument                                   |
| Castell de Llobera                                   | BCIN 994-MH    | Romànic, gòtic XI, XIII-XVII                     | Llobera Ctra. C-451, km 47, a 1.900 m pista asfaltada                                            | 41° 57′ 05″ N, 1° 28′ 12″ E / 41.951417°N,1.470026°E | RI-51-0006385 | Castell de Llobera · Vegeu més fotos d'aquest monument · Carregueu una nova foto d'aquest monument                                           |
| Torre o Castell de Peracamps                         | BCIN 995-MH    | Romànic X-XI                                     | Llobera Peracamps                                                                                | 41° 55′ 00″ N, 1° 26′ 09″ E / 41.916705°N,1.435833°E | RI-51-0006386 | Torre de Peracamps (Llobera) · Vegeu més fotos d'aquest monument · Carregueu una nova foto d'aquest monument                                 |
| Castell de la Molsosa                                | BCIN 1051-MH   | Medieval                                         | La Molsosa                                                                                       | 41° 47′ 12″ N, 1° 33′ 33″ E / 41.786532°N,1.559067°E | RI-51-0006390 | Castell de la Molsosa · Vegeu més fotos d'aquest monument · Carregueu una nova foto d'aquest monument                                        |
| Castell d'Enfesta                                    | BCIN 1052-MH   | Obra popular XIV                                 | La Molsosa                                                                                       | 41° 46′ 40″ N, 1° 28′ 35″ E / 41.777916°N,1.476331°E | RI-51-0006391 | Castell d'Enfesta (la Molsosa) · Vegeu més fotos d'aquest monument · Carregueu una nova foto d'aquest monument                               |
| Monestir de Sant Pere de Graudescales                | BCIN 365-MH-EN | Romànic XII                                      | Navès                                                                                            | 42° 06′ 08″ N, 1° 41′ 21″ E / 42.102154°N,1.689280°E | RI-51-0010178 | Monestir de Sant Pere de Graudescales (Navès) · Vegeu més fotos d'aquest monument · Carregueu una nova foto d'aquest monument                |
| Castell de Navès                                     | BCIN 1115-MH   | Medieval, XVI-XVIII                              | Navès                                                                                            | 41° 59′ 27″ N, 1° 38′ 24″ E / 41.990751°N,1.640103°E | RI-51-0006402 | Castell de Navès · Vegeu més fotos d'aquest monument · Carregueu una nova foto d'aquest monument                                             |
| Castell de Besora                                    | BCIN 1116-MH   | Medieval                                         | Navès                                                                                            | 42° 01′ 46″ N, 1° 35′ 58″ E / 42.029393°N,1.599521°E | RI-51-0006403 | Castell de Besora (Navès) · Vegeu més fotos d'aquest monument · Carregueu una nova foto d'aquest monument                                    |
| Castell de Pujol Melós                               | BCIN 1117-MH   | Medieval                                         | Navès                                                                                            | 42° 01′ 53″ N, 1° 38′ 07″ E / 42.031498°N,1.635366°E | RI-51-0006404 | Carregueu una nova foto d'aquest monument |
| Castell d'Odèn                                       | BCIN 1119-MH   | Obra popular Medieval                            | Odèn                                                                                             | 42° 08′ 00″ N, 1° 27′ 19″ E / 42.133445°N,1.455242°E | RI-51-0006405 | Castell d'Odèn · Vegeu més fotos d'aquest monument · Carregueu una nova foto d'aquest monument                                               |
| Castell de Cambrils                                  | BCIN 1120-MH   | Medieval                                         | Odèn Cambrils                                                                                    | 42° 07′ 56″ N, 1° 23′ 16″ E / 42.132251°N,1.387909°E | RI-51-0006406 | Castell de Cambrils (Odèn) · Vegeu més fotos d'aquest monument · Carregueu una nova foto d'aquest monument                                   |
| Església parroquial de Sant Esteve                   | BCIN 368-MH-EN | Romànic XI                                       | Olius                                                                                            | 42° 00′ 38″ N, 1° 33′ 52″ E / 42.010513°N,1.564310°E | RI-51-0012371 | Església parroquial de Sant Esteve (Olius) · Vegeu més fotos d'aquest monument · Carregueu una nova foto d'aquest monument                   |
| Castellvell de Solsona, o Santuari del Remei         | BCIN 1134-MH   | Romànic, gòtic XIII-XVII                         | Olius                                                                                            | 41° 59′ 41″ N, 1° 30′ 11″ E / 41.994826°N,1.503088°E | RI-51-0006412 | Castellvell de Solsona (Olius) · Vegeu més fotos d'aquest monument · Carregueu una nova foto d'aquest monument                               |
| Masia de la Torre de Flot                            | BCIN 4043-MH   | Obra popular, gòtic XI, XV                       | Olius Brics                                                                                      | 41° 57′ 16″ N, 1° 31′ 11″ E / 41.954491°N,1.519771°E | IPA-17480     | Masia de la Torre de Flot (Olius) · Vegeu més fotos d'aquest monument · Carregueu una nova foto d'aquest monument                            |
| Masia del Vilaró Vell o d'Anseresa                   | BCIN 4044-MH   | Obra popular XI-XII                              | Olius Ctra. Berga, km 7                                                                          | 42° 00′ 00″ N, 1° 35′ 19″ E / 41.999954°N,1.588626°E | IPA-17453     | Masia del Vilaró Vell (Olius) · Vegeu més fotos d'aquest monument · Carregueu una nova foto d'aquest monument                                |
| La Torreta                                           | BCIN 4045-MH   | Obra popular XI-XIV, XV                          | Olius Ctra. Berga, km 4,4                                                                        | 42° 00′ 36″ N, 1° 33′ 55″ E / 42.010085°N,1.565295°E | IPA-17455     | La Torreta (Olius) · Vegeu més fotos d'aquest monument · Carregueu una nova foto d'aquest monument                                           |
| Castell de Madrona                                   | BCIN 1243-MH   | Romànic XII                                      | Pinell de Solsonès                                                                               | 41° 58′ 05″ N, 1° 20′ 08″ E / 41.968028°N,1.335428°E | RI-51-0006428 | Castell de Madrona (Pinell de Solsonès) · Vegeu més fotos d'aquest monument · Carregueu una nova foto d'aquest monument                      |
| Torre de defensa de Sallent, o Castell de Sallent    | BCIN 4024-MH   | Romànic XI-XII                                   | Pinell de Solsonès Al turó de Sallent                                                            | 41° 54′ 13″ N, 1° 20′ 07″ E / 41.903668°N,1.335329°E | IPA-17533     | Torre de Defensa de Sallent (Pinell de Solsonès) · Vegeu més fotos d'aquest monument · Carregueu una nova foto d'aquest monument             |
| Escut de la Rectoria de Sallent                      | BCIN 4025-MH   | Obra popular XVII                                | Pinell de Solsonès Sallent                                                                       | 41° 54′ 17″ N, 1° 20′ 07″ E / 41.904791°N,1.335284°E | IPA-37610     | Escut de la rectoria de Sallent (Pinell de Solsonès) · Vegeu més fotos d'aquest monument · Carregueu una nova foto d'aquest monument         |
| Castell d'Ardèvol                                    | BCIN 1244-MH   | Romànic XIII                                     | Pinós                                                                                            | 41° 51′ 06″ N, 1° 31′ 08″ E / 41.85175°N,1.51897°E   | RI-51-0006429 | Castell d'Ardèvol (Pinós) · Vegeu més fotos d'aquest monument · Carregueu una nova foto d'aquest monument                                    |
| Tristany                                             | BCIN 1245-MH   | XI                                               | Pinós                                                                                            | 41° 52′ 15″ N, 1° 32′ 25″ E / 41.87078°N,1.54029°E   | RI-51-0006430 | Casa Tristany (Pinós) · Vegeu més fotos d'aquest monument · Carregueu una nova foto d'aquest monument                                        |
| Santuari del Miracle i Casa Gran                     | BCIN 385-MH-EN | Barroc, gòtic tardà XVII-XVIII                   | Riner Pl. del Santuari, el Miracle                                                               | 41° 54′ 53″ N, 1° 31′ 31″ E / 41.914717°N,1.525164°E | RI-51-0012105 | Santuari del Miracle (Riner) · Vegeu més fotos d'aquest monument · Carregueu una nova foto d'aquest monument                                 |
| Castell de Riner                                     | BCIN 1366-MH   | Romànic XII-XIII, XIV-XV                         | Riner                                                                                            | 41° 56′ 28″ N, 1° 33′ 50″ E / 41.941248°N,1.563772°E | RI-51-0006463 | Castell de Riner · Vegeu més fotos d'aquest monument · Carregueu una nova foto d'aquest monument                                             |
| Creu dels Roures                                     | BCIN 3940-MH   | Obra popular XVII-XVIII                          | Riner El Miracle                                                                                 | 41° 54′ 35″ N, 1° 31′ 39″ E / 41.909724°N,1.527472°E | IPA-35130     | Creu dels Roures (Riner) · Vegeu més fotos d'aquest monument · Carregueu una nova foto d'aquest monument                                     |
| Església de Sant Llorenç de Morunys                  | BCIN 201-MH    | Romànic XI, XVI, XVIII                           | Sant Llorenç de Morunys Pl. de l'Església                                                        | 42° 08′ 15″ N, 1° 35′ 28″ E / 42.137514°N,1.591093°E | RI-51-0004218 | Església de Sant Llorenç de Morunys · Vegeu més fotos d'aquest monument · Carregueu una nova foto d'aquest monument                          |
| Santuari de la Mare de Déu de Lord                   | BCIN 394-MH-EN | Neoclassicisme XIX                               | Sant Llorenç de Morunys A la mola del Lord                                                       | 42° 06′ 56″ N, 1° 34′ 55″ E / 42.115556°N,1.582055°E | RI-51-0012171 | Santuari de la Mare de Déu de Lord (Sant Llorenç de Morunys) · Vegeu més fotos d'aquest monument · Carregueu una nova foto d'aquest monument |
| Recinte murat de la vila                             | BCIN 1493-MH   | XIII-XIV, XVI-XVIII                              | Sant Llorenç de Morunys                                                                          | 42° 08′ 15″ N, 1° 35′ 28″ E / 42.137635°N,1.591170°E | RI-51-0006473 | Recinte murat de la vila (Sant Llorenç de Morunys) · Vegeu més fotos d'aquest monument · Carregueu una nova foto d'aquest monument           |
| Catedral de Santa Maria                              | BCIN 205-MH    | Romànic, gòtic, barroc XII, XIII-XIV, XVII-XVIII | Solsona Pl. de l'Església                                                                        | 41° 59′ 39″ N, 1° 31′ 09″ E / 41.994243°N,1.519232°E | RI-51-0000691 | Catedral de Santa Maria (Solsona) · Vegeu més fotos d'aquest monument · Carregueu una nova foto d'aquest monument                            |
| Recinte murat de Solsona                             | BCIN 1576-MH   | Gòtic XIV                                        | Solsona                                                                                          | 41° 59′ 37″ N, 1° 31′ 02″ E / 41.993734°N,1.517179°E | RI-51-0006487 | Recinte murat de Solsona · Vegeu més fotos d'aquest monument · Carregueu una nova foto d'aquest monument                                     |
| Palau Episcopal, Museu Diocesà i Comarcal de Solsona | BCIN 4173-MH   | Neoclassicisme XVIII                             | Solsona Pl. del Palau                                                                            | 41° 59′ 38″ N, 1° 31′ 09″ E / 41.993994°N,1.519117°E | RI-51-0001370 | Palau Episcopal (Solsona) · Vegeu més fotos d'aquest monument · Carregueu una nova foto d'aquest monument                                    |
| Monestir de Sant Celdoni i Sant Ermenter de Cellers  | BCIN 223-MH    | Romànic, obra popular XII, XVII, XIX             | Torà Cellers, pista de 1,4 km                                                                    | 41° 48′ 55″ N, 1° 29′ 17″ E / 41.815264°N,1.487979°E | RI-51-0005092 | Monestir de Sant Celdoni i Sant Ermenter de Cellers (Torà) · Vegeu més fotos d'aquest monument · Carregueu una nova foto d'aquest monument   |
| Antic Castell de l'Aguda                             | BCIN 1631-MH   | Romànic XI                                       | Torà L'Aguda, davant l'ermita de Sta. Maria de l'Aguda                                           | 41° 49′ 07″ N, 1° 24′ 05″ E / 41.818744°N,1.401299°E | RI-51-0006507 | Antic Castell de l'Aguda (Torà) · Vegeu més fotos d'aquest monument · Carregueu una nova foto d'aquest monument                              |
| Antiga muralla de Torà                               | BCIN 1632-MH   | Obra popular XV                                  | Torà Placeta Nova                                                                                | 41° 48′ 47″ N, 1° 24′ 16″ E / 41.813006°N,1.404311°E | RI-51-0006506 | Antiga muralla de Torà · Vegeu més fotos d'aquest monument · Carregueu una nova foto d'aquest monument                                       |
| Castell de Llanera                                   | BCIN 1633-MH   | Obra popular XI, XVI                             | Torà Llanera, pista de 2,5 km i a mà esquerra sender 1 km                                        | 41° 52′ 04″ N, 1° 28′ 52″ E / 41.867769°N,1.480989°E | RI-51-0006508 | Castell de Llanera (Torà) · Vegeu més fotos d'aquest monument · Carregueu una nova foto d'aquest monument                                    |
| Torre de Vallferosa, o Castell de Vallferosa         | BCIN 1634-MH   | Romànic X, XII                                   | Torà Vallferosa, ctra. LV-3005 direcció Solsona, camí dret que condueix al Mas Clavells i sender | 41° 51′ 42″ N, 1° 26′ 44″ E / 41.861711°N,1.445468°E | RI-51-0006509 | Torre de Vallferosa (Torà) · Vegeu més fotos d'aquest monument · Carregueu una nova foto d'aquest monument                                   |